# Антигва и Барбуда
Антигва и Барбуда (енгл. Antigua and Barbuda) острвска је држава која се налази у Средњој Америци, на Малим Антилима. Смештена је у источном делу Карипског мора на граници са Атлантским океаном. Она се састоји од два главна острва, Антигве и Барбуда, и бројних мањих острва (укључујући Грејт Бирд, Грин, Гвајану, Лонг, Мејдн и Јорк острва и даље јужно, острво Редонда). Стално становништво броји око 81.800 (према попису из 2011. године), а престоница и највећа лука и град је Сент Џонс на Антигви. Лежећи близу један другог (главни аеродром Барбуда је мање од 0,5° латитуде, или 30 наутичких миља, северно од главног аеродрома Антигве). Антигва и Барбуда су у средишту Острва заветрине, део су Малих Антила, на око 17°N од екватора.
Острво Антигва је истражио Кристифор Колумбо 1493. године и назвао га је Санта Марија ла Антигва. Антигву је колонизовала Британија 1632. године; острво Барбуда је први пут колонизовано 1678. године. Антигва и Барбуда су припојени Западноиндијској федерацији 1958. године. Са распадом федерације, ова острва су постала једна од држава Западноиндијске асоцијације 1967. године. Томе је следила самоуправа у области унутрашњих послова. Независност од Уједињеног Краљевства остварена 1. новембра 1981.
Држава Антигва и Барбуда је остала члан Комонвелта и Чарлс III је и даље краљ ове земље, као и шеф државе.

## Етимологија
Антигва је шпански за „древни“, а барбуда је шпански за „брадате“. Острво Антигва су Араваци првобитно звали Вададли и данас је локално познато под тим именом; Кариби су се вероватно звали Барбуда Ва'омони. Кристифер Колумбо, док је пловио 1493. године, можда га је назвао Санта Марија ла Антигва, по икони у шпанској катедрали у Севиљи. Сматра се да се појам „брадати“ односило или на мушке становнике острва, или на тамо присутна брадата стабла смокве.

## Географија

### Положај
Антигва и Барбуда је дио архипелага Малих Антила. У близини се налазе Гваделуп на југу, Монсерат на југозападу, Сент Китс и Невис на западу и Сент Бартелемија на сјеверозападу. Она је независна острвска држава, у Западноиндијским острвима, у источном делу Карипског мора. Састоји се од три Лувард острва — Антигва и два мања острва, Барбуда на северу и Редонда, ненасељено стеновито острвце, на југозападу. Укупна површина Антигве и Барбуде је 442 km², и држава има 67.448 (2002) становника. Уопште, Антигва је ниско положено острво, али се диже до 470 m на Боги врху. Барбуда је равно корално острво са лепим плажама. Клима је тропска, али су острва подложна суши. Привреда Антигве и Барбуде је јако зависна од туризма; такође је важан пораст памука, воћа и шећерне трске. Њихов друштвени производ износио је 682 милиона амер. долара у 2001. године. Рибарство је важно у Барбуди. Индустријске прерађевине укључују пречишћени петролеј, рум, одећу и електричну опрему.
Рибарство се готово удуплало од 1980, и корални гребени који окружују мајушна острва су претрпели неке поремећаје. Око 15% површине је заштићено законом. Због ограничених природних слатководних богатстава, управљање водом је друга најважнија област заинтересованости државе.

### Градови и села
Најмногољуднији градови на Антигви и Барбуди углавном су на Антигви, а то су Свети Јован, Сви Свети, Пиготи и Либерта. Најмногољуднији град на Барбуди је Кодрингтон. Процењује се да 25% становништва живи у урбаном подручју, што је много ниже од међународног просека од 55%.

### Острва
Антигва и Барбуда састоје се углавном од два истоимена острва, Антигве и Барбуде, осим тога, највећа острва Антигве и Барбуде су острво Гвајана и Лонг, острво уз обалу Антигве и острво Редонда, које је далеко од оба главна места острва.

### Еколошки проблеми
Као и друге острвске државе, Антигва и Барбуда суочавају се са јединственим еколошким проблемима створеним због океана и њихове мале величине. То укључује притиске на водне ресурсе, природне екосистеме и крчење шума.
Постојеће проблеме на острву додатно погоршавају климатске промене, пораст нивоа мора, повећана временска променљивост, које стварају повећани притисак на заједнице на острвима и копну, кроз процесе попут ерозије обале и упадање слане воде.

Ова питања не само да прете становницима острва, већ и ометају економију - где туризам чини 80% БДП-а. Сезона урагана 2017. била је посебно деструктивна, ураган Марија и ураган Ирма су у више наврата оштетили рањиву инфраструктуру на острвима Антигва и Барбуда.

## Административна подела
Територија Антигве и Барбуде административно је подјељена на 6 округа (енгл. parishes), који се налазе на острву Антигва, и два зависна острва - Барбуда и Редонда, који обухватају истоимена острва.
| №              | Територијална јединица | Административни центар | Површина км² | Становника (2011) |  |
| -------------- | ---------------------- | ---------------------- | ------------ | ----------------- |  |
| Округ          |                        |                        |              |                   |  |
| 1.             | Сент Џорџ              | Пиготс                 | 24,41        | 7.496             |  |
| 2.             | Сент Џон               | Сент Џонс              | 66,96        | 49.225            |  |
| 3.             | Сент Мери              | Боландс                | 63,55        | 7.067             |  |
| 4.             | Сент Пол               | Фалмут                 | 45,27        | 7.979             |  |
| 5.             | Сент Питер             | Парем                  | 32,37        | 5.269             |  |
| 6.             | Сент Филип             | Фритаун                | 40,67        | 3.125             |  |
| Зависна острва |                        |                        |              |                   |  |
| 7.             | Барбуда                | Кодрингтон             | 160,58       | 1.638             |  |
| 8.             | Редонда                | —                      | 1,50         | —                 |  |
|                | Антигва и Барбуда      | Сент Џонс              | 442,21       | 76.886            |  |

## Историја
Историја Антигве и Барбуде може се поделити у три периода. Први период је период до 1493. године тј. до доласка Кристифора Колумба на Антигву. Од 1632. до 1981. године Антигва и Барбуда је у саставу Енглеске. Од Уједињеног краљевства стекла је независност 1981. године.

### Претколумбовски период
До 1200. на овим просторима су обитавали Аравак Индијанци из подручја реке Ориноко. Аравак индијанци су се бавили пољопривредом, те су узгајали познати црни ананас с Антигве, кукуруз, слатки кромпир, чили паприку, дуван и памук. Били су јако добри у бродоградњи, те су стога пловили Карипским морем и делом Атлантика.

### Колонијални период
Острво Антигву открио је Колумбо 1493. године. Он је острво назвао Санта Марија ла Антигва, према икони у катедрали у Севиљи. Шпанци нису колонизовали ово острвље због недостатка питке воде.
Године 1632. Енглези се насељавају на Антигву. Французи су га заузели 1666. али је враћено Енглеској следеће године. Барбуда је у поседу Британаца од 1628. Сер Кристофер Кодрингтон је дошао на Барбуду 1684. године. Енглези су успоставили робовласнички поредак отварајући бројне плантаже на којима се у првом реду узгајао дуван, а касније и шећерна трска.

### 19. и 20. век
У 19. веку долази до укидања ропства и привредне стагнације, а 1870. Антигва и Барбуда се уједињују у једну заједничку државу. Године 1956. Антигва и Барбуда постају самосталне колоније које су имале одређени вид самоуправе, а од 1958. до 1962. биле су укључене у оквир провинције Западноиндијске федерације.
Године 1967. Антигва и Барбуда су успеле да се изборе за потпуну унутрашњополитичку аутономију, чије само спољашње послове води Уједињено Краљевство. Дана 1. новембра 1981. званично је стечена и независност од Уједињеног Краљевства. Елизабета II, краљица Уједињеног Краљевства проглашена је за прву краљицу Антигве и Барбуда.
Ураган Луис је 1995. године Барбуди нанео велику штету.

### 21. век
Доминација АЛП-а у антигванској политици завршила се општим изборима у Антигву 2004. године, на којима је победила Уједињена напредна странка (УПП) Болдвина Спенсера. Међутим, УПП је изгубио опште изборе на Антигви 2014. године, АЛП се вратио на власт под вођством Гастона Брауна.
Већи део Барбуде разорен је почетком септембра 2017. од стране урагана Ирма, који је донео ветрове брзином од 295 км. Олуја је оштетила и уништила 95% острвских зграда и инфраструктуре, остављајући Барбуду "једва настањивом" према премијеру Гастону Брауну. Готово сви на острву евакуисани су на Антигву. Усред следећих напора на обнови Барбуде за које је процењено да ће коштати најмање 100 милиона долара, влада је најавила планове за укидање 100 година старог закона о власништву комуналног земљишта дозвољавајући становницима да купују земљу; потез који је критикован као промоција „капитализма катастрофе“.

## Влада
Антигва и Барбуда је чланица Комонвелта нација и краљ Чарлс III је вођа државе. Краља Чарлса III у Антигви и Барбуди представља Врховни Гувернер. Извршна власт и председавање владе је у рукама премијера. Премијер је обично вођа политичке странке која добија највећи број гласова на изборима за Дом Заступника (17 чланова). Избори са Дом Заступника се одржавају сваких пет година. Друго тело парламента, Сенат, броји 17 чланова и њих именује Врховни Гувернер.

### Међународни односи
Антигва и Барбуда је члан Уједињених нација, АЛБЕ, Комонвелта нација, Карипске заједнице, Организације земаља источних Кариба, Организације америчких држава, Светске трговачке организације (WTO) и Источнокарипског регионалног сигурносног система. Антигва и Барбуда је члан Међународног кривичног суда (ICC) чије је седиште у Хагу.

### Војска
Краљевске одбрамбене снаге Антигве и Барбуде имају око 260 чланова. Спровођењу мира помаже и Кадетски корпус Антигве и Барбуде сачињен од 200 тинејџера између 12 и 18 година.

## Привреда
Туризам остварује више од половине укупног бруто друштвеног производа и доминантна је делатност. Антигва је позната по многобројним луксузним одмаралиштима. Једна трећина туриста долази из Сједињених Држава. Банкарство и финансијске услуге, такође чине важан део привреде ове земље. Пољопривреда није довољно развијена, с обзиром на недостатак воде за наводњавање.

## Становништво
У Антигви и Барбуди живи нешто више од 80.000 становника, углавном западноафричког, британског и португалског порекла. У расном смислу, 91% становника припада црној раси; 4.4% је мешанаца; 1.7% белаца; 2.9% осталих (азијата...) Већина белаца је британског или ирског порекла. На острвима живи и мали број Арапа и Јевреја.

### Религија
Око 74% становника су хришћани, са англиканском деноминацијом (око 44%). Међу осталим хришћанима су баптисти, католици и презбитеријанци. Поред хришћанства, раширена је и карипска идеологија - растафаријанство, ислам, јудаизам и Бахаи религија.

### Језици
Енглески је званични језик Антигве и Барбуде, али се употребљава и локални антигвански креолски. Барбудански акценат се нешто разликује од антигванског. У образовном процесу је одбачен креолски језик, већ се настава изводи на књижевном, британском енглеском. Велика је употреба и шпанског језика, тачније око 10.000 становника говори шпански.
У медијима се користи искључиво енглески језик. У држави излазе и два листа: Daily Observer и Antigua Sun. Постоји неколико радио станица, те локална телевизијска кућа АБС ТВ 10.

### Људска права
Антигва и Барбуда не дозвољава дискриминацију у запошљавању, дечијем раду и постоје закони против насиља у породици и злостављања деце. Забрањена је трговина људима. Иако већ дуги низ година није извршена затворска казна, нити је случај покренут пред судом, попут осталих карипских острва, истополне сексуалне активности су противзаконите на Антигви и Барбуди и кажњавају се затвором, иако се казне не спроводе. У току је неколико покрета за укидање закона о кажњавају ЛГБТ људи.

## Култура
Култура овог острвља је спој западноафричког и британског утицаја. Крикет је национални спорт и управо неколико светски познатих играча крикета долази са Антигве и Барбуде, као што су Сир Вивијан Ричардс, Андерсон Робертс и Ричард Ричардсон. Међу осталим познатим спортовима се убрајају фудбал, једрење и сурфирање (Недеља једрења у Антигви је догађај који привлачи локалне и стране посетиоце из целог свијета). Антигва и Барбуда је учествовала и на Олимпијским играма са неколико својих атлетичара у различитим дисциплинама. Популарна америчка култура и мода су оставили трага и на културу ове мале државе. Породица и религија играју велику улогу у животу Антигвана. Већина одлазе на недељну мису, али је све већи број припадника адвентиста седмог дана. Национални карневал се одржава сваког августа. Велики утицај са Тринидада и Тобага је остварила и сока и калипсо музика.

### Кухиња
Кукуруз и слатки кромпир играју важну улогу у кухињи Антигве и Барбуде. Тако на пример, популарно антигванско јело Дукуна је слатко, направљено од слатких кромпира, брашна и зачина. Када је реч о пићима, доминирају разноразни сокови од манга, хибискуса, кокосово млеко, пиво од ђумбира.

### Образовање
Писменост Антигве и Барбуде је нешто виша од 90%. У држави постоје две најјаче медицинске школе. Једна је у склопу Америчког универзитета Антигве, а друга је Универзитет за здравство Антигве. Постоји и државни колеџ, те Институт за информационе технологије Антигве и Барбуде (ABIIT). Приватне школе се морају руководити истим програмом као и две државне школе.

### Фестивали
Национални карневал који се одржава сваког августа обележава укидање ропства у британској Западној Индији, иако на неким острвима Карневал може прославити долазак Великог поста. Његова свечана такмичења, емисије и друге активности главна су туристичка атракција.

## Симболи
Национална птица је птица фрегата, а национално дрво је Bucida buceras (дрво белог дрвета).
Клар Вајт Келер укључила је агаве карато за представљање Антигве и Барбуде у венчани вео Меган Маркл, који је укључивао препознатљиву флору сваке земље Комонвелта.